# توم بروك (مغن مؤلف)
توم بروك (بالإنجليزية: Tom Brock)‏ هو مغن مؤلف أمريكي، ولد في 25 أغسطس 1942 في أوستن في الولايات المتحدة، وتوفي في 25 مايو 2002 في ريتشموند في الولايات المتحدة.

## وصلات خارجية
- توم بروك على موقع ميوزك برينز (الإنجليزية)
- توم بروك على موقع أول ميوزيك (الإنجليزية)
- توم بروك على موقع ديسكوغز (الإنجليزية)